# 柏树乡 (平凉市)
柏树乡，是中国甘肃省平凉市崇信县下辖的一个乡镇级行政单位。

## 行政区划
柏树乡共辖以下地区：
柏树村、三星村、党洼村、东风村、申家庄村、信家庄村、陶坡村、张湾村、阎湾村、马新庄村、吴家湾村、木家坡村。